# Museu de Ciências Morfológicas da UFRN
O Museu de Ciências Morfológicas da UFRN (MCM/UFRN) é um museu universitário, um importante espaço de extensão da Universidade Federal do Rio Grande do Norte, com exposições itinerantes e permanentes de Morfologia em geral, Anatomia humana, Fisiologia, Saúde e Vida marinha. Vinculado ao Centro de Biociências, o MCM recebe visitantes da rede pública de ensino de Natal e de outras instituições, oferece cursos para professores e tem importante papel na divulgação científica, por meio de exposições itinerantes. O Museu faz parte de um dos Guias de Museus mais importantes da América Latina o Guide Centres and Science Museums in Latin America and the Caribbean.

## Histórico
O Museu de Ciências Morfológicas surgiu como resultado de um projeto institucional de revitalização dos museus do Centro de Biociências da UFRN. O centro possui três órgãos museais: o Museu de Anatomia Humana "Prof. Hiran Diogo Fernandes", Museu de Anatomia Comparada e Museu do Mar "Onofre Lopes", que durante muitos anos desenvolveram um importante trabalho de divulgação científica na área de ciências biológicas.
No ano de 2005, alguns professores, que desenvolvem atividades nesses museus, elaboraram o projeto de criação do MCM. Com o apoio do Chefe do Departamento de Morfologia, Prof. Osiel Benedito de Almeida, do Diretor do Centro de Biociências, Prof. Ranke dos Santos e do Reitor Prof. José Ivonildo Rêgo. O projeto foi submetido à Secretaria Nacional da Ciência e Tecnologia para Inclusão Social do Ministério da Ciência e Tecnologia para criação do espaço físico, aquisição de material permanente e de custeio.
Mesmo antes da conclusão do novo prédio, a equipe do MCM iniciou suas atividades de divulgação científica, atendendo escolas ainda no Museu de Anatomia Humana, mas principalmente por meio de exposições itinerantes. Somente em 19 de outubro de 2009, o prédio do MCM foi inaugurado, consolidando a criação de um espaço de ensino não-formal de ciências, um dos poucos institucionalizados no RN.

## O Novo Museu
O museu oferece visitas guiadas previamente agendadas, para grupos de estudantes e professores do ensino fundamental e médio, as quais são monitoradas por graduandos dos cursos de ciências biológicas, da saúde e agrárias da UFRN, treinados pelos pesquisadores do Museu, sobre os grandes temas da Morfologia, bem como sobre abordagens didático-pedagógicas. Além disso, o Museu promove o treinamento de professores do sistema educacional local e regional, no intuito de melhorar o aproveitamento das visitas escolares ao museu, e capacitá-los para produção de peças e modelos anatômicos que possam ser utilizados em suas respectivas escolas.
O MCM também continua realizando um importante papel na divulgação científica, por meio de exposições itinerantes organizadas em Natal e outros municípios do estado, com a finalidade principal de divulgar as ações do museu junto a professores e estudantes, bem como beneficiar a população em geral. Somando-se a isto, desenvolve ações visando à inclusão científica de jovens e adultos portadores de deficiência visual, por meio de exposições e projetos desenvolvidos especialmente para este público.
O museu, ainda, é um excelente laboratório para os professores da UFRN, que o utilizam nas aulas práticas de suas disciplinas e também no desenvolvimento de pesquisas, principalmente na área de difusão e popularização da ciência e tecnologia.

## Acervo
O MCM possui um importante acervo de anatomia humana com representações de peças de todos os sistemas do corpo humano, bem como o desenvolvimento embrionário. Possui ainda uma sala com o acervo de Anatomia Comparada, com importantes animais da fauna do Rio Grande do Norte, organizados evolutivamente. Possui uma sala com o Museu do Mar, constituído por diferentes animais marinhos, desde invertebrados até grandes cetáceos. Além disso, são desenvolvidos projetos de extensão, coordenados por professores do Departamento de Morfologia da UFRN, tais como:
- Museu Itinerante de Morfologia: Levando Ciência ao RN;
- Brinquedos e Brincadeiras no Museu de Ciências Morfológicas da UFRN;
- Desvendando os mistérios do desenvolvimento embrionário;
- O Museu de Ciências Morfológicas vai ao Parque da Cidade;
- Histologia: proximidades e assimetrias concretas entre a ciência e a arte;

## Galeria

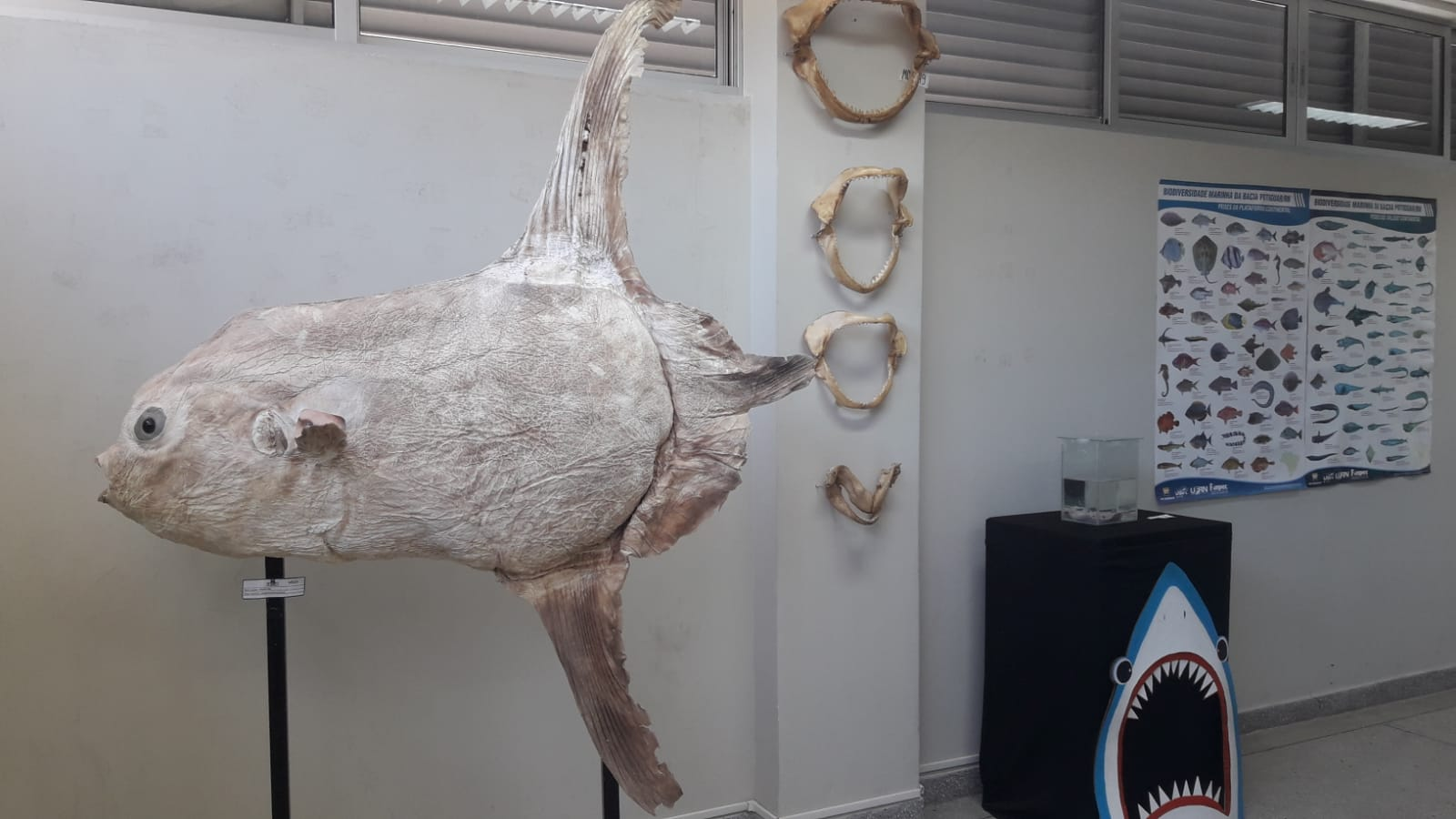
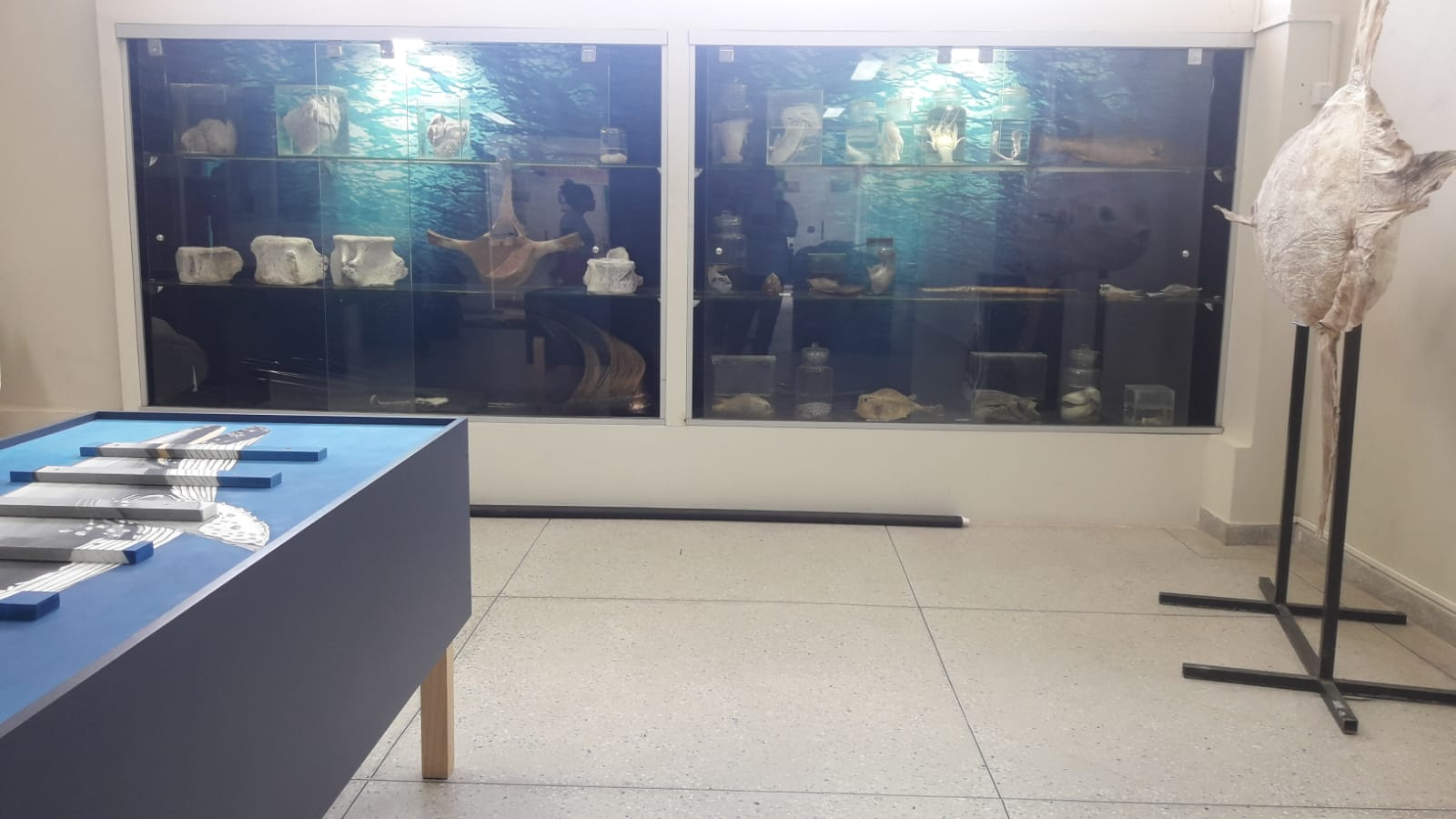
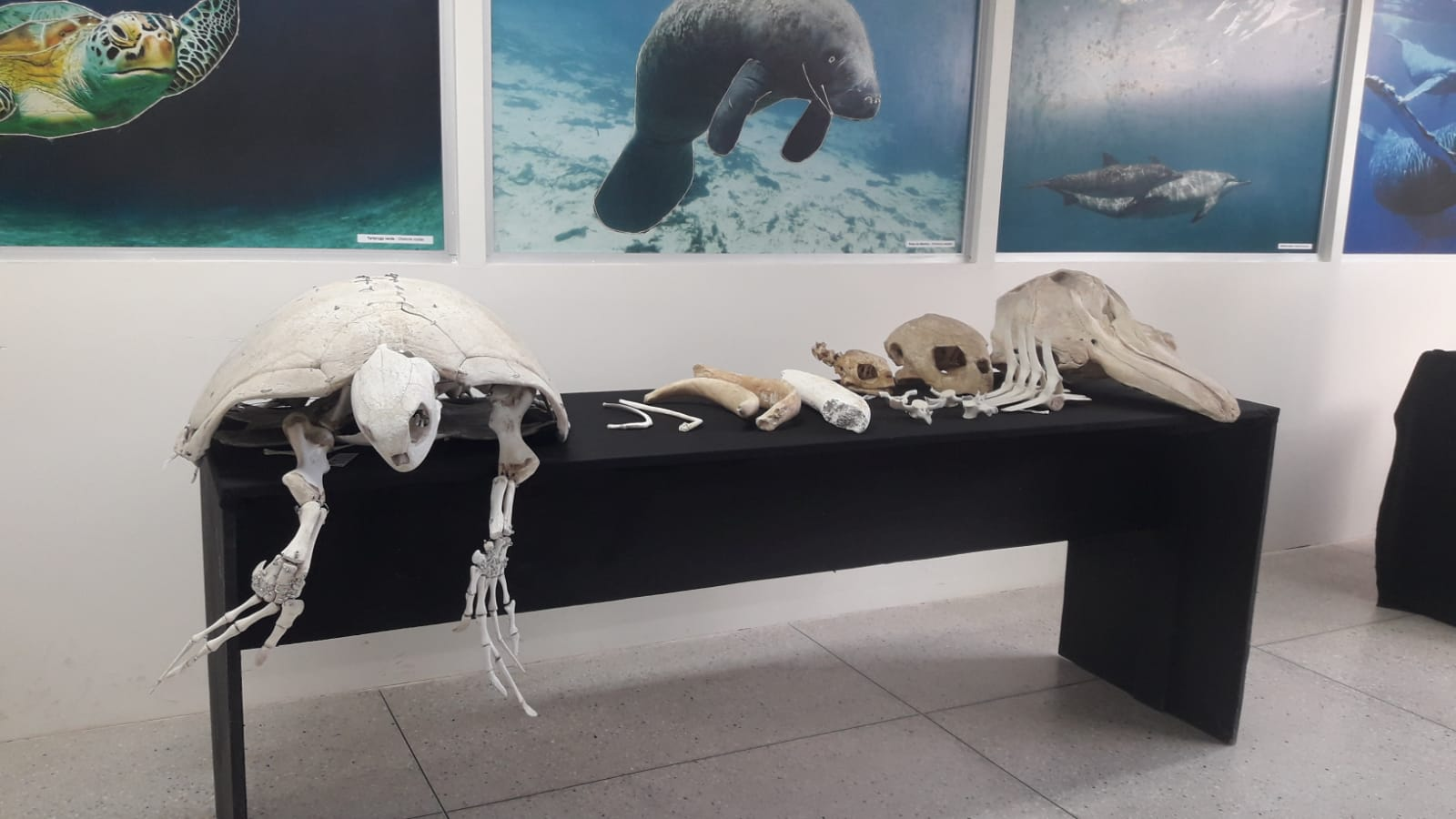
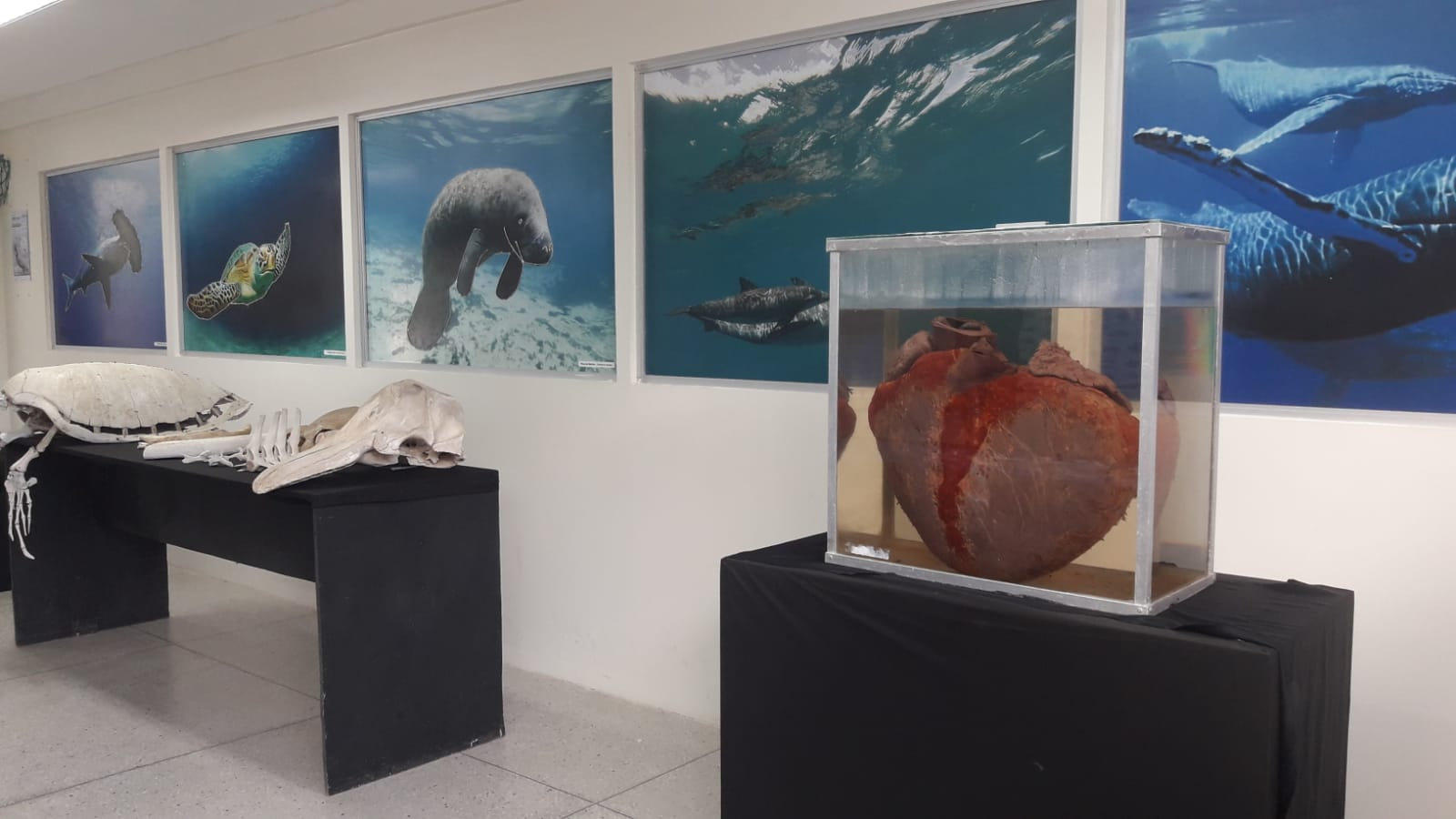
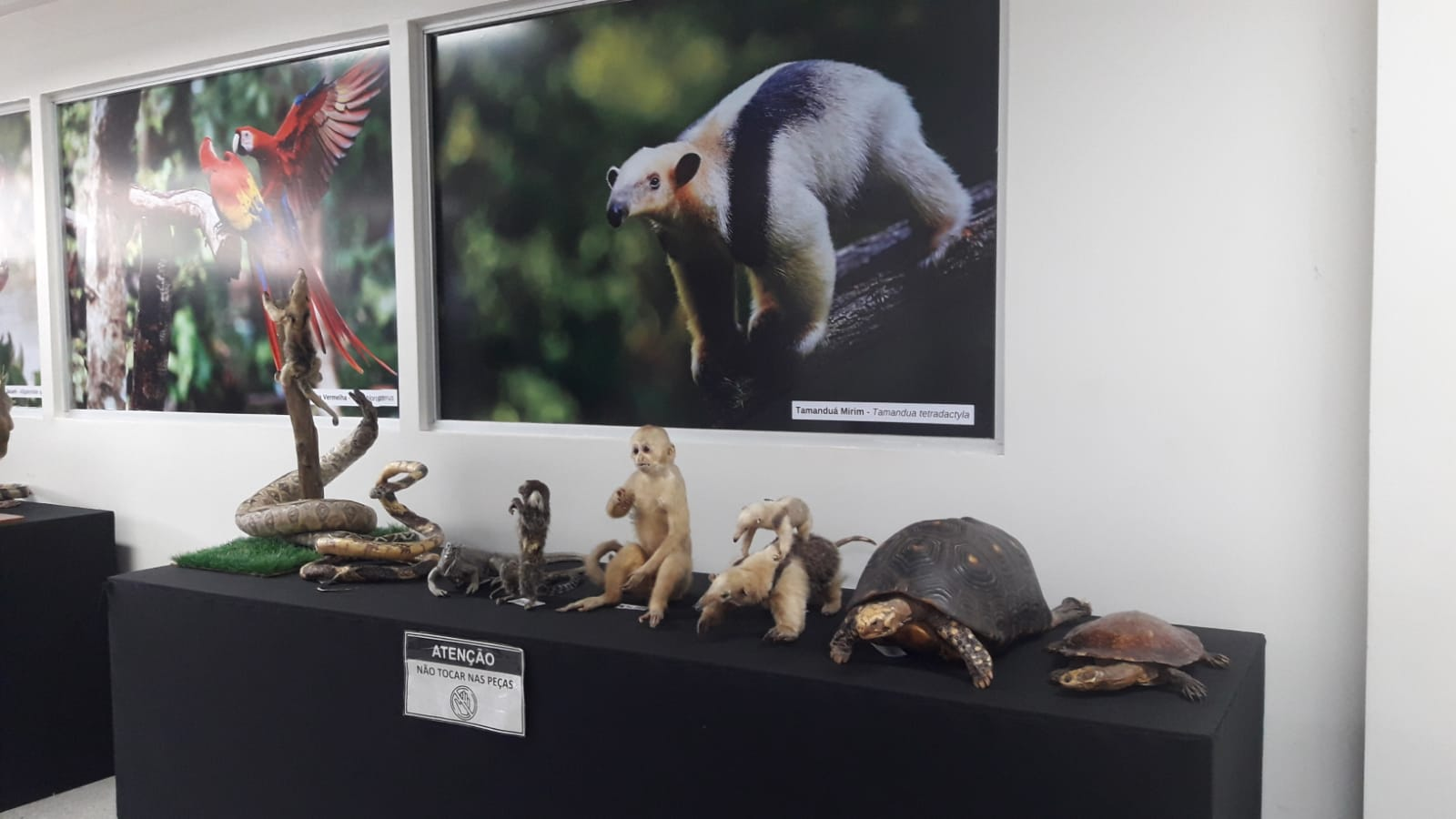
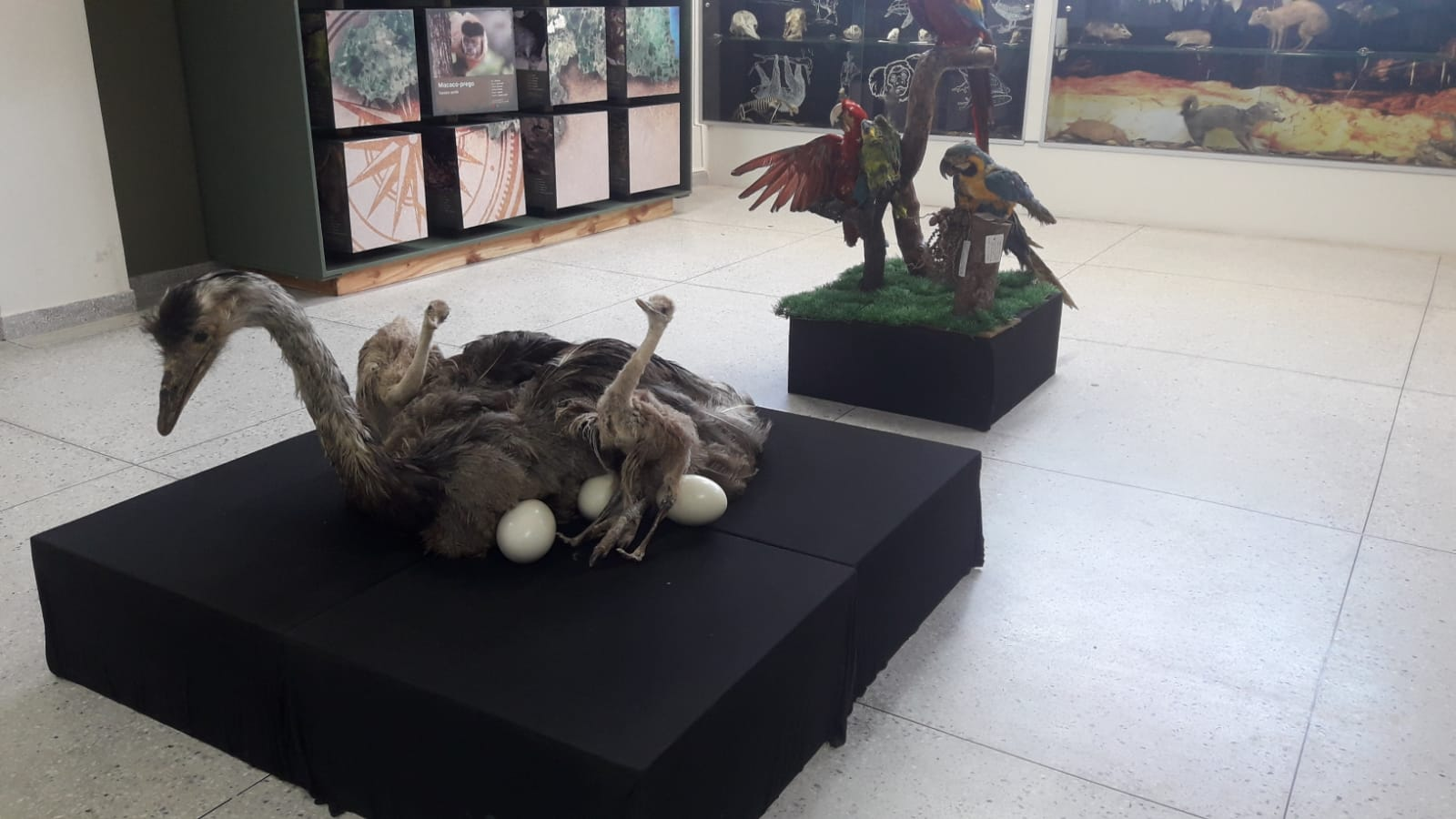
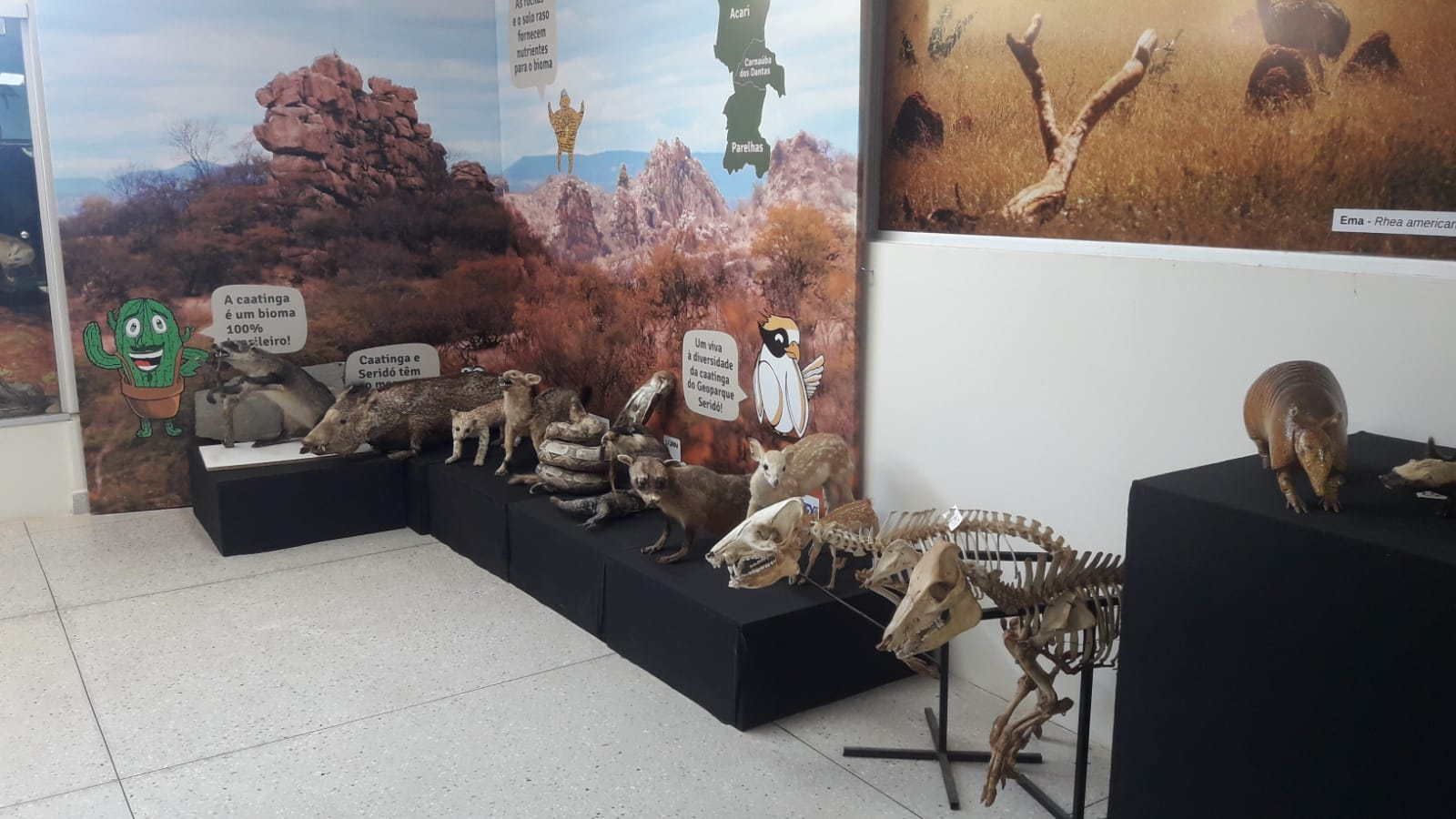
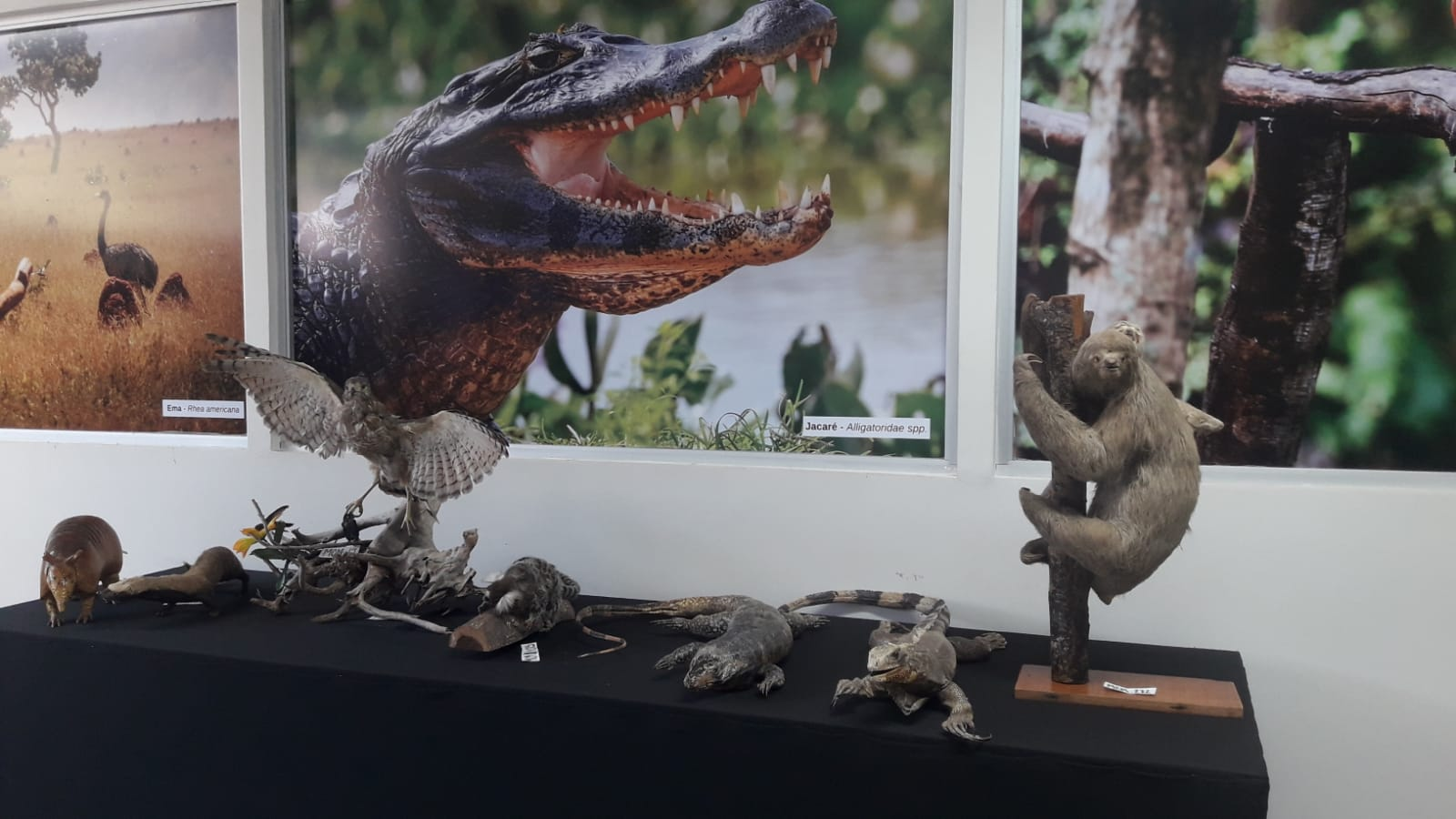
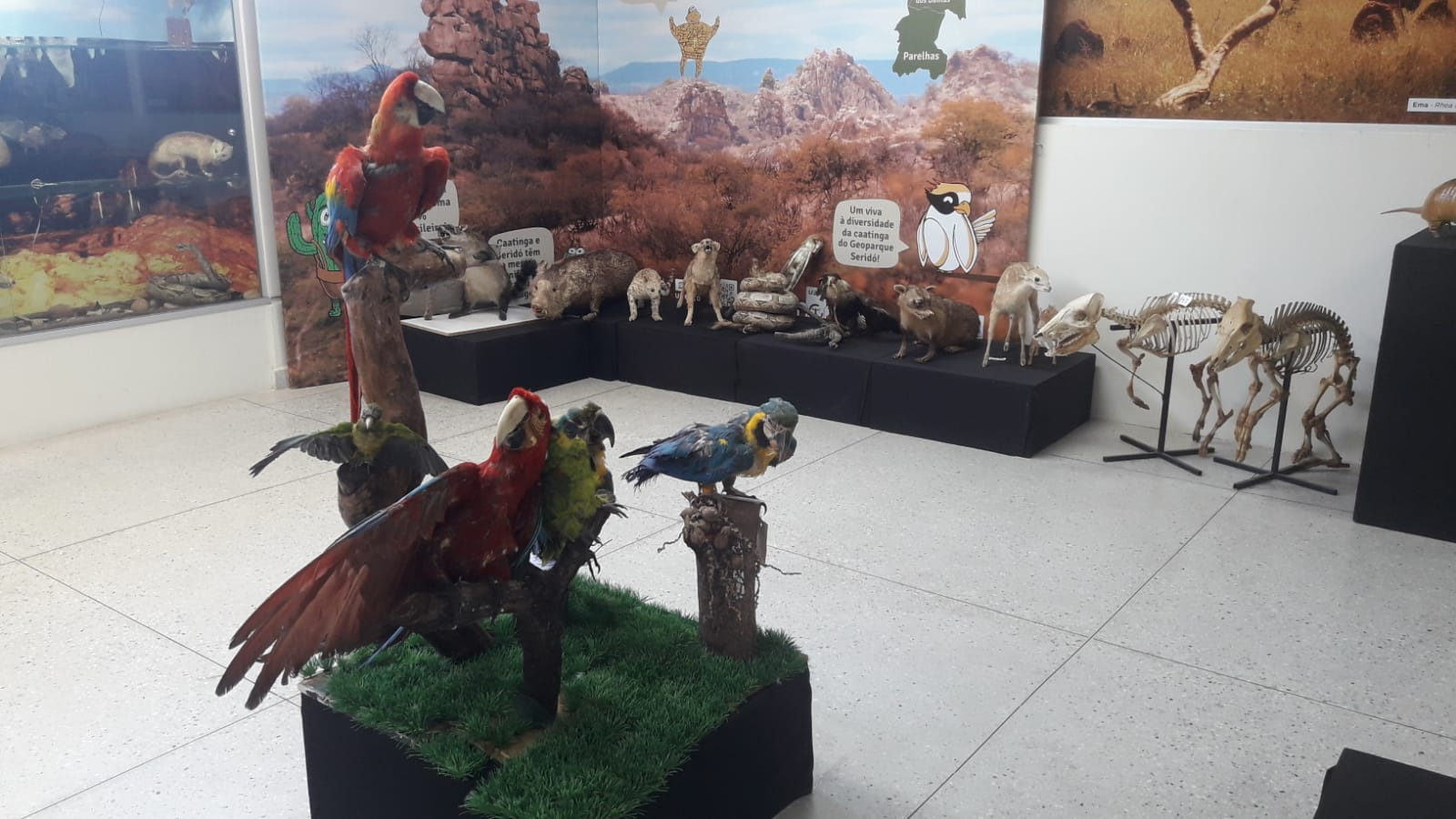
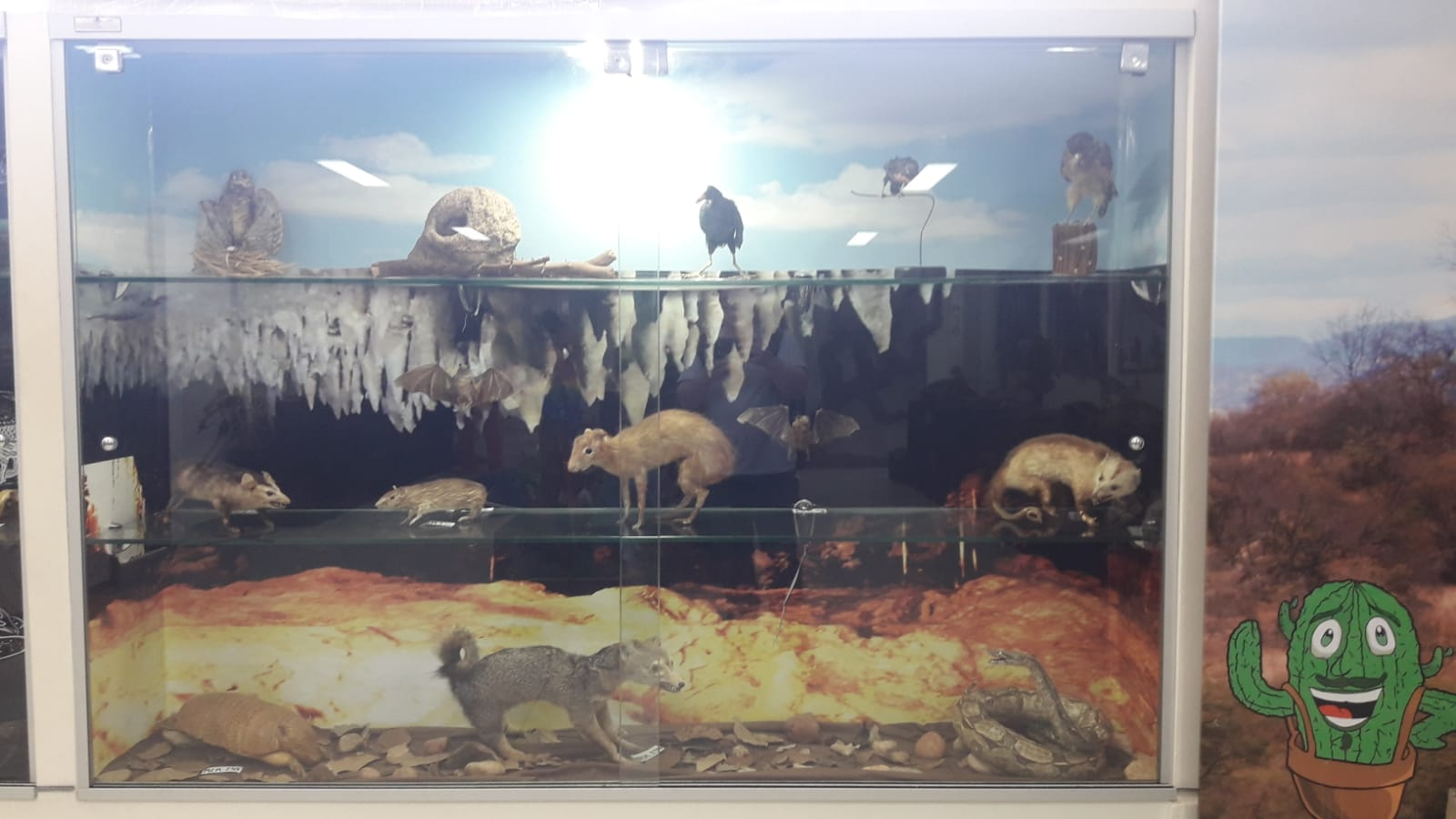
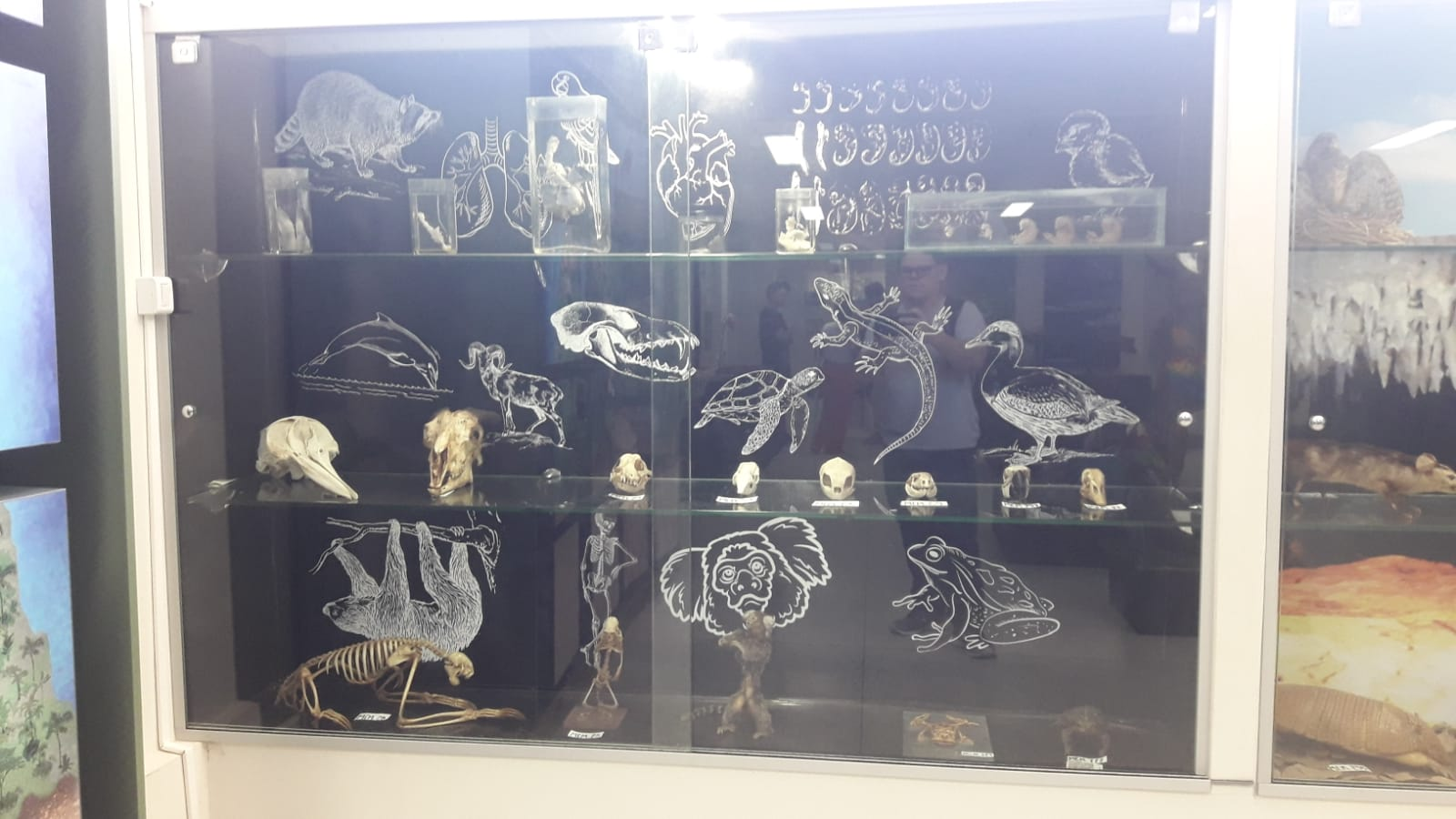
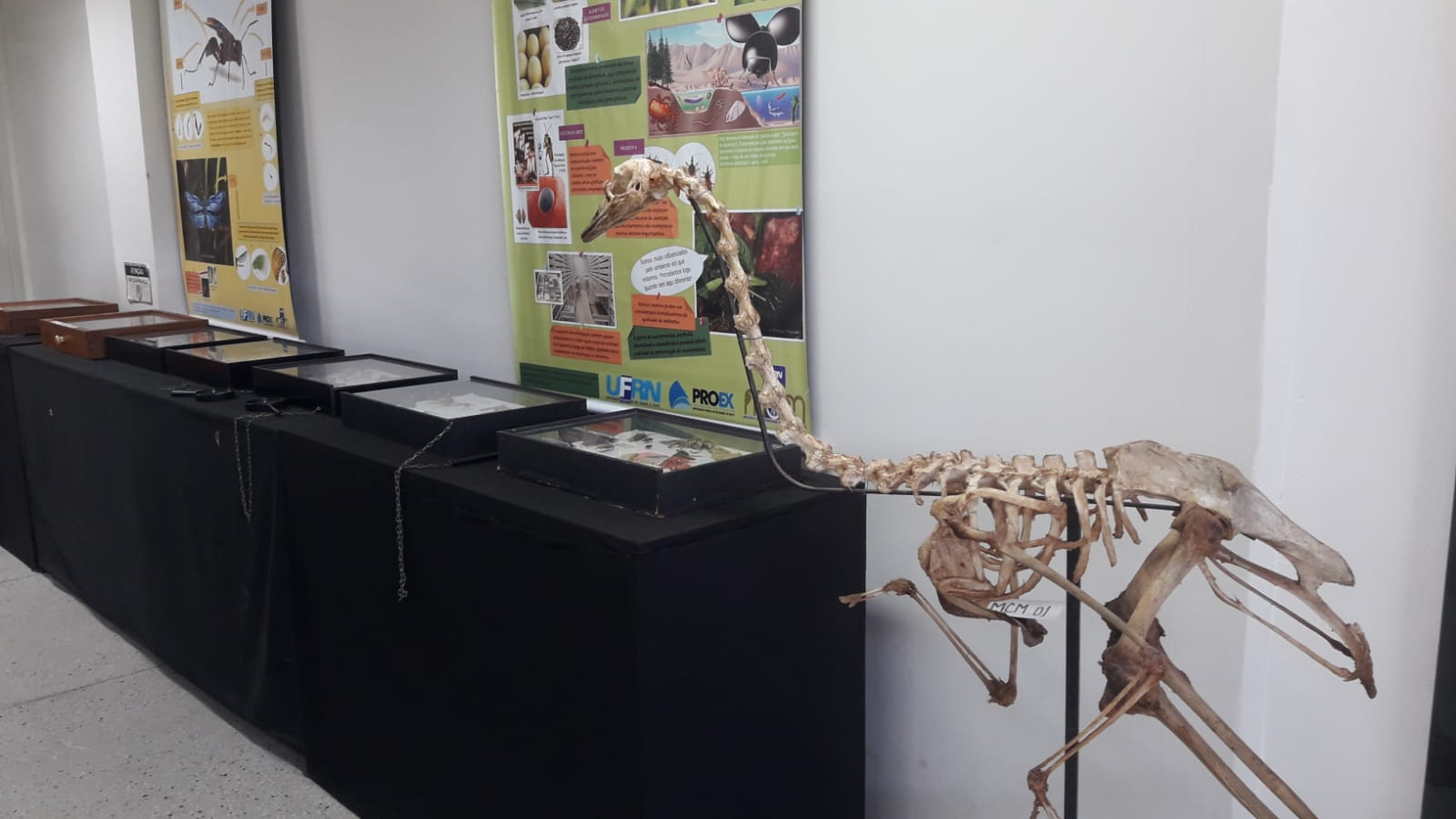
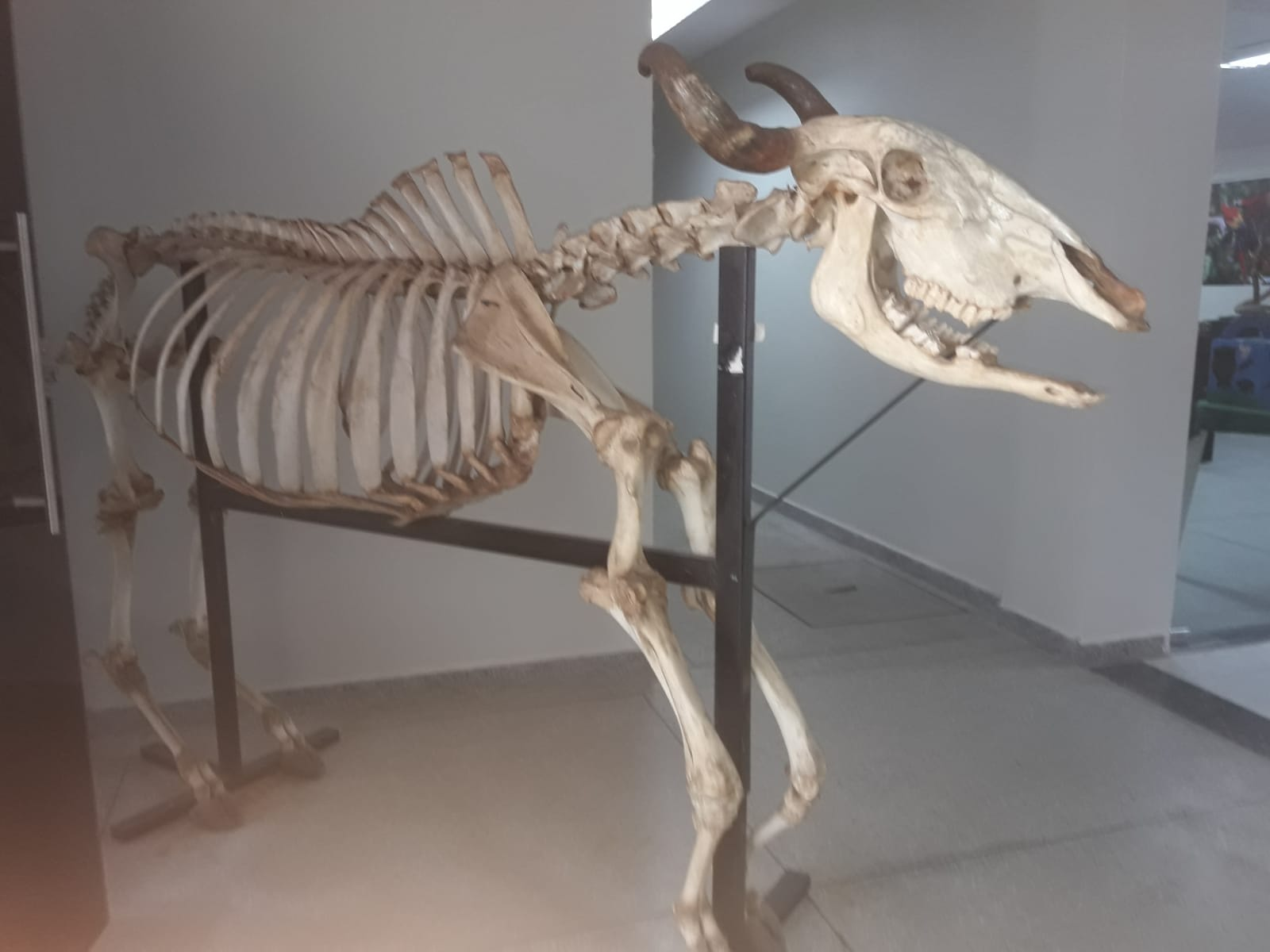
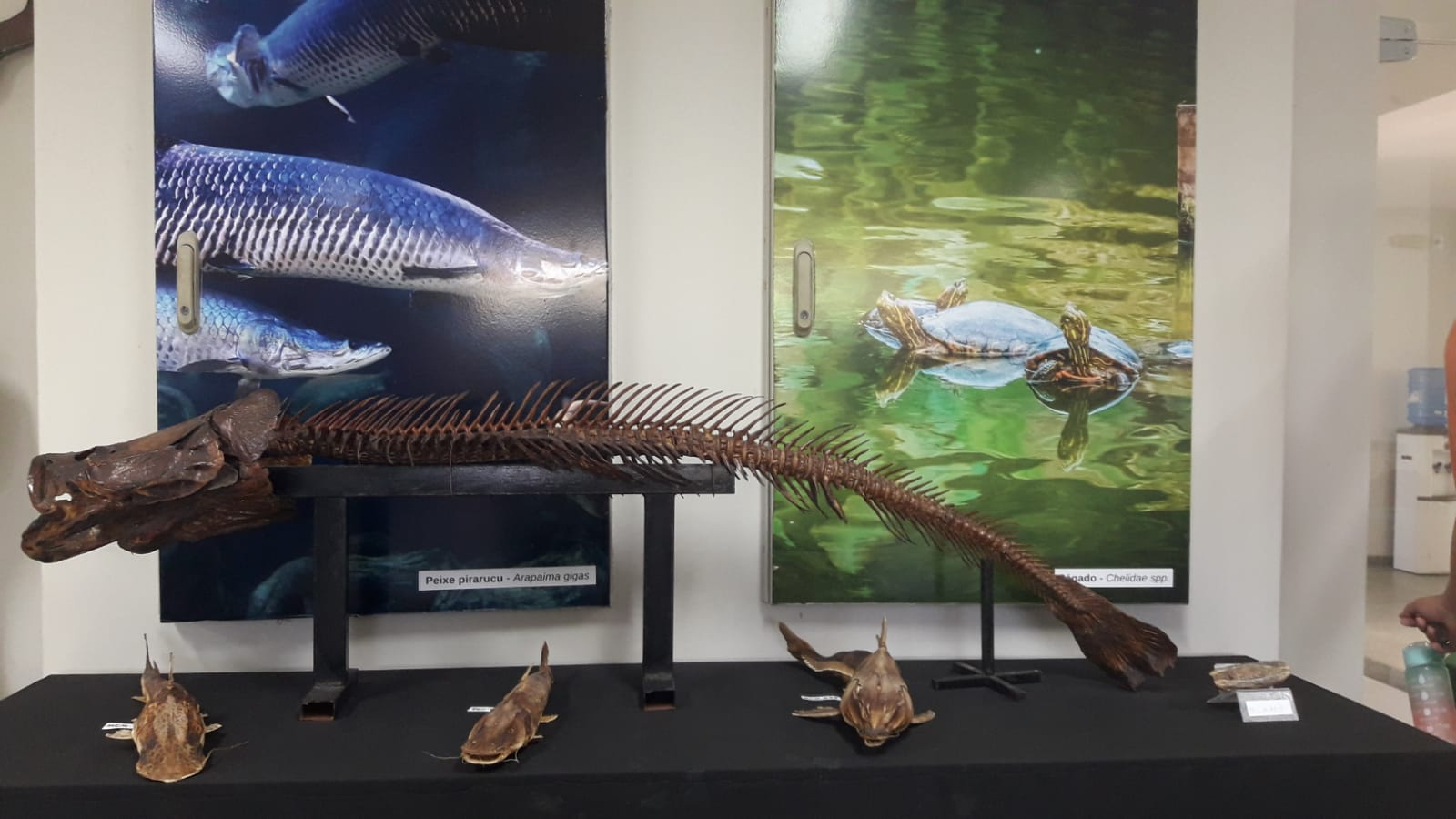